# Melchiorre Cafà
Melchiorre Cafà, rodným jménem Melchiorre Gafà (1636 Birgu – 4. září 1667 Řím) byl maltský barokní sochař. Jeho slibnou kariéru na papežském dvoře v Římě, kde pracoval pod vedením Ercole Ferraty, přerušila předčasná smrt způsobená zraněním během sochařské práce. Jeho mladší bratr Lorenzo Gafà byl rovněž sochařem. K jeho nejznámějším dílům patří sousoší Extáze sv. Kateřiny ze Sieny v kostele Santa Caterina a Magnanapoli v Římě.